# Кирил Стойчев
Кирил Стойчев Стойчев е български астролог, учител, икономист, писател и изследовател.

## Биография
Кирил Стойчев е роден на 14.11.1970 г. в град Варна. Завършва местната Математическа гимназия „Д-р Петър Берон“ през 1988 г., а по-късно – Икономически университет – Варна със специалност „Икономика и управление на промишлеността“.
През 2000 г. основава Българска астрологична школа „Астро-логос“. Основател и председател е на Българската астрологична асоциация от 2004 до 2021 г. Създава сайтовете astrohoroscope.info и astro5.net.
Провежда изследвания и води курсове в областта на натална, прогностична, хорарна, кармична, медицинската, мунданна, елективна астрология и синастрия. Прави анализи, проучвания в областта на демографията, икономиката и социологията. Създава проектозакон за справяне с демографската криза в България. Автор на десетки доклади и лекции, изнесени в цялата страна в периода 2001 – 2021 г., участник в български и международни семинари и конференции.
Лектор с дългогодишна практика, автор е на книгите:
- „Еволюция на връзката“ (2009) ISBN: 978-954-92509-1-6
- „6 дни да постигнеш всичко, което пожелаеш“ (2010) ISBN: 978-954-92509-2-3
- „144 възможности“ (2011) ISBN: 978-954-92509-3-0
- „Животът е игра, играта е живот“ (2012) ISBN: 978-954-92509-4-7
- „Астромедицина за всеки“ (2016) ISBN: 978-954-92509-5-4